# Hiroshi Takahashi
Hiroshi Takahashi (jap. 高橋 浩, Takahashi Hiroshi; * um 1942) ist ein japanischer Tischtennisspieler, der in den 1960er Jahren viermal Asienmeister wurde.

## Werdegang
Hiroshi Takahashi wurde 1963 Asienmeister im Einzel, Doppel mit Manji Fukushima und mit der japanischen Mannschaft. Im folgenden Jahr verteidigte er den Titel im Teamwettbewerb, im Einzel kam er bis ins Halbfinale und im Doppel mit Hiroaki Ōhashi ins Endspiel. 1966 gewann er die Asienspielen im Doppel mit Keiichi Miki und mit der Mannschaft.
1965 wurde er für die Weltmeisterschaft nominiert. Hier holte er mit der Herrenmannschaft die Silbermedaille. Bei der 5:2-Finalniederlage gegen China holte Takahashi die beiden Punkte für Japan. In den Individualwettbewerben kam er jeweils bis ins Viertelfinale: Im Einzel, im Doppel mit Ichirō Ogimura und im Mixed mit Noriko Yamanaka.
In der ITTF-Weltrangliste wurde Hiroshi Takahashi Mitte 1965 auf Platz vier geführt.
1967 nahm er an einem Turnier in Kanada teil. Nach 1967 trat er international nicht mehr in Erscheinung.

## Turnierergebnisse
| Verband | Veranstaltung           | Jahr | Ort       | Land | Einzel        | Doppel        | Mixed         | Team |
| ------- | ----------------------- | ---- | --------- | ---- | ------------- | ------------- | ------------- | ---- |
| JPN     | Asienmeisterschaft TTFA | 1964 | Seoul     | KOR  | Halbfinale    | Silber        |               | 1    |
| JPN     | Asienmeisterschaft TTFA | 1963 | Manila    | PHI  | Gold          | Gold          |               | 1    |
| JPN     | Asienspiele             | 1966 | Bangkok   | THA  |               | Gold          |               | 1    |
| JPN     | Weltmeisterschaft       | 1965 | Ljubljana | YUG  | Viertelfinale | Viertelfinale | Viertelfinale | 2    |